# 720

## Родени
- Бертрада от Лаон, съпруга на Пипин Къси († 783 г.)
- Стефан IV, католически папа († 772 г.)

## Починали
- Ардо, крал на вестготите